# Албанија на Зимским олимпијским играма 2014.
Албанију је на њеном трећем учешћу на Зимским олимпијским играма у 2014. у Сочију по први пут у историји албанског спорта престављало двоје спортиста, а први пут учествовала је једна жена алпска скијашица Суеља Мехиљи.
Албански олимпијски тим остао је у групи екипа које до данас нису освојиле ниједну олимпијску медаљу.
Заставу Албаније на свечаном отварању Олимпијских игара 2014. носио је трећи пут алпски скијаш Ерјон Тоља, односно на свим зимским играма на којима је Албанија учествовала. На затварању та част је припала Суељи Мехиљи.

## Учесници по спортовима
| Спорт          | Мушкарци | Жене | Укупно |
| -------------- | -------- | ---- | ------ |
| Алпско скијање | 1        | 1    | 2      |
| Укупно(1)      | 1        | 1    | 2      |

## Алпско скијање
Ерјон Тоља требало је да се такмичи у слалому и велеслалому, али је приликом тренинга сломио руку и морао је одустати у обе дисциплине.

### Жене
| Такмичарка   | Дисциплина | Резултати        | Резултати        | Резултати        | Резултати        | Резултати         | Детаљи                                                                           |
| Такмичарка   | Дисциплина | 1. трка          | 2. трка          | Укупно           | Заостатак        | Пласман/уч. (ук.) | Детаљи                                                                           |
| ------------ | ---------- | ---------------- | ---------------- | ---------------- | ---------------- | ----------------- | -------------------------------------------------------------------------------- |
| Суеља Мехиљи | Велеслалом | 1:33.55 (65)     | 1:34,36 (60)     | 3:07,91          | +31,04           | 60 / 67 (90)      | Архивирано на веб-сајту (19. март 2014), Архивирано на веб-сајту (19. март 2014) |
| Суеља Мехиљи | Слалом     | Дисквалификована | Дисквалификована | Дисквалификована | Дисквалификована | Дисквалификована  | Архивирано на веб-сајту (19. март 2014)                                          |